# Campionato italiano di pallamano maschile U21
Il Campionato italiano di pallamano maschile U21 è stato l'ultimo livello di campionato italiano giovanile.
Organizzato dalla FIGH, esso si svolge dalla stagione 2004-05 e da allora si svolto con un'interruzione di quattro anni, dal 2007 al 2011.
Il torneo, su base nazionale, si svolge in due fasi: una prima in cui le squadre partecipanti si affrontano con la formula di più gironi all'italiana interregionali con partite di andata e ritorno, che si tiene normalmente da ottobre ad aprile. A seguire è prevista una fase finale tra le migliori squadre classificate.
La vittoria nel campionato dà al club vincitore il titolo di campione d'Italia per la stagione successiva; a tutto il 2019 la squadra ad avere vinto più titoli è la Pallamano Trieste, con 3; l'attuale club campione è il Lanzara che ha vinto l'edizione del campionato 2023-24 . A tutto il 2024 le edizioni del torneo disputate sono 14.

## Denominazione
Nel corso delle varie stagioni il torneo ha assunto le seguenti denominazioni:
- Dalla stagione 2004-05 alla stagione 2006-07: Campionato italiano di pallamano maschile U21
- Dalla stagione 2011-12 alla stagione 2016-17: Campionato italiano di pallamano maschile U20
- Per la stagione 2017-18: Campionato italiano di pallamano maschile U21
- Dalla stagione 2018-19 alla stagione 2023-24: Youth League

## Formula

### Stagione regolare
Le squadre si scontrano in un girone all'italiana con gare di andata e ritorno. Al termine della stagione regolare, le prime due squadre si qualificano alla fase finale.
Per ogni incontro i punti assegnati in classifica sono così determinati:
- due punti per la squadra che vinca l'incontro;
- un punto per squadra in caso di pareggio;
- zero punti per la squadra che perda l'incontro.

### Fase finale
Le squadre qualificate vengono sorteggiate in vari gironi in base al numero delle squadre iscritte, dove si disputano gare di sola andata.
Al termine dei gironi eliminatori le squadre qualificate si affrontano in un torneo ad eliminazione diretta.
Al termine della finale, la squadra vincitrice sarà proclamata Campione d'Italia per la stagione successiva.

## Albo d'oro
| Edizione  | Vincitore              | N° Titolo              | 2º classificato        | Note                   |
| --------- | ---------------------- | ---------------------- | ---------------------- | ---------------------- |
| 2004-05   | Conversano             | 1º titolo              | Romagna                |                        |
| 2005-06   | Trieste                | 1º titolo              | Romagna                |                        |
| 2006-07   | Romagna                | 1º titolo              | Brixen                 |                        |
| 2007-2011 | Edizioni non disputate | Edizioni non disputate | Edizioni non disputate | Edizioni non disputate |
| 2011-12   | Trieste                | 2º titolo              | Oderzo                 |                        |
| 2012-13   | Trieste                | 3º titolo              | Oderzo                 |                        |
| 2013-14   | Cologne                | 1º titolo              | Conversano             |                        |
| 2014-15   | Gaeta                  | 1º titolo              | Cologne                |                        |
| 2015-16   | Pressano               | 1º titolo              | Black Devils           |                        |
| 2016-17   | Molteno                | 1º titolo              | Pressano               |                        |
| 2017-18   | Black Devils           | 1º titolo              | Bologna United         |                        |
| 2018-19   | Cassano Magnago        | 1º titolo              | Junior Fasano          |                        |
| 2019-2021 | Edizioni non disputate | Edizioni non disputate | Edizioni non disputate | Edizioni non disputate |
| 2021-22   | Cassano Magnago        | 2º titolo              | Pressano               |                        |
| 2022-23   | Lanzara                | 1º titolo              | Cassano Magnago        |                        |
| 2023-24   | Lanzara                | 2º titolo              | Romagna                |                        |

|  |

### Riepilogo vittorie per club
| Numero | Club            | Città              | Anni                      |
| ------ | --------------- | ------------------ | ------------------------- |
| 3      | Trieste         | Trieste            | 2005-06, 2011-12, 2012-13 |
| 2      | Lanzara         | Castel San Giorgio | 2022-23, 2023-24          |
| 2      | Cassano Magnago | Cassano Magnago    | 2018-19, 2021-22          |
| 1      | Black Devils    | Merano             | 2017-18                   |
| 1      | Molteno         | Molteno            | 2016-17                   |
| 1      | Pressano        | Lavis              | 2015-16                   |
| 1      | Gaeta           | Gaeta              | 2014-15                   |
| 1      | Cologne         | Cologne            | 2013-14                   |
| 1      | Romagna         | Imola              | 2006-07                   |
| 1      | Conversano      | Conversano         | 2004-05                   |